# 63 Ceti
Désignations
63 Ceti est une étoile de la constellation de la Baleine, située à un peu plus d'un degré au sud de l'équateur céleste. Avec une magnitude apparente d'environ 5,9, l'étoile est à peine visible à l'œil nu (voir : Échelle de Bortle) sous la forme d'un point lumineux de couleur orange. Les estimations de la parallaxe la situent à une distance d'environ 390 années-lumière (129 parsecs) de la Terre et elle s'en éloigne avec une vitesse radiale de 28 km/s.
63 Ceti est une étoile géante rouge vieillissante de type spectral K0III. C'est une géante du red clump, ce qui indique qu'elle se trouve actuellement sur la branche horizontale, une étape de l'évolution stellaire, et qu'elle génère de l'énergie grâce à la fusion de l'hélium dans son noyau. Le rayon de l'étoile est environ 11 fois plus grand que le rayon solaire et elle a une masse estimée à 1,85 fois celle du Soleil. Elle est âge de près d'un milliard d'années, rayonne 64 fois la luminosité du Soleil et sa température effective est de 4 940 K.